# Каминский (деревня железнодорожной станции)
Ками́нский — деревня железнодорожной станции в Родниковском районе Ивановской области России. Входит в состав Каминского сельского поселения.

## География
Деревня находится в центральной части Ивановской области, на железнодорожной линии Иваново — Кинешма, на расстоянии приблизительно 13 км (по прямой) к северо-западу от города Родники, административного центра района.

## История
Основана при станции Скорынинская, открытой в 1915 году на железнодорожной линии Иваново — Кинешма, построенной в 1871 году. Современное название станции и пристанционной деревни связано с близлежащим одноимённым селом.

## Население
| 2010 |
| ---- |
| 10   |

### Национальный состав
Согласно результатам переписи 2002 года, в национальной структуре населения русские составляли 100 % из 14 чел.